# Thailand og Israel-Hamaskrigen 2023
Der var omkring 30.000 thailændere, som arbejde i Israel, da Israel-Hamaskrigen 2023 brød ud den 7. oktober. 12 blev rapporteret dræbt, 8 tilskadekomne og 11 taget som gidsler af Hamas.
Tallene er efterfølgende opjusteret til 39 dræbte,, heraf 34 lig repatrieret, 18 tilskadekomne og 8.815 evakueret (ifølge thailandske medier 13. november), samt 31 gidsler (pr. 6. december).
Siden den 24. november og til og med 29. november blev i alt 23 af de thailandske gidsler frigivet af Hamas. Status et år senere, den 7. oktober 2024, var, at to af de otte tilbageværende gidsler var bekræftet døde, men situationen for de resterende seks var ukendt.
Den 30. januar 2025 blev fem thailandske gidsler frigivet sammen med to israelere. Gidslerne var, ifølge de israelske myndigheder, stort set ved normalt helbred og virkede fysisk stabile, med udviste mangel på vitamin D, på grund af en kost med højt indhold af kulhydrater og lavt indhold af protein og grøntsager, sammen med utilstrækkelig eksponering for sollys. Efter et kortere hospitalsophold, hvor de efterfølgende modtog medicinsk behandling og lå til observation, ankom de fem frigivne gidsler til Bangkok den 9. februar.
Den 11. oktober blev 14 savnede thailændere reddet af israelske styrker sammen med 16 israelere. Gruppen på 30 fra den sydlige kibbutz Ein Hashlosha havde været savnet i tre dage, indtil myndighederne modtog en anmeldelse om dem, hvorefter blev reddet.
Premierminister Srettha Thavisin fordømte den 8. oktober angrebet på Israel og sagde, at han havde beordret luftvåbnet til at forberede militære og civile fly til at evakuere thailændere.
Den 20. oktober ankom de første otte lig til Bangkok, af de 30 dræbte thailændere i Hamas' angreb.
Yderligere fire thailandske arbejdere omkom den 1. november 2024 under et raketangreb tæt ved byen Metula ved den libanesiske grænse.

## Evakuering af thailændere
Det thailandske luftvåben, Royal Thai Air Force (RTAF), holdt fem C-130 Hercules fly og en Airbus A340 klar til at evakuere de thailændere, som ønsker det, så snart de israelske myndigheder gav tilladelse, eller via nabolandene Cypern. Egypten eller Jordan samt Saudi Arabien. De seks fly kan tilsammen evakuere omkring 500 mennesker pr. tur.
I alt omkring 8.500 ønskede at blive evakueret pr. 22. oktober.Thailandske arbejdere, der vendte tilbage til Thailand mens deres ansættelseskontrakter stadig var gyldige, kan vende returnere til Israel uden behov for et genindrejsevisum.
Det var den thailandske regerings mål, at kunne evakuere mindst 400 thailændere om dagen via alle mulige kanaler, herunder El Al og Thai Airways International. (tallet blev senere forhøjet til 800). Da antallet af thailændere, der ønskede evakuering hurtigt steg, bad premierminister Srettha Thavisin myndighederne om, at chartre et Airbus A380-fly, samt yderligere 30 flyvninger med Nok Air, Air Asia, Thai Airways International og Spice Jet.
34 thailændere kom ud med El Al-rutefly i løbet af den 12. og 13. oktober – El Al flyver stadig 11 gange om ugen til Thailand – 26 flere havde sikret sig billet. En tredje rute via Dubai bragte yderligere 100 thailændere ud den 14. oktober. Den første af seks planlagte RTAF Airbus A340 flyvninger med 130 passagerer afgik fra Tel Avivs Ben Gurion International Airport den 15. oktober Den 22. oktober var 3.329 thailændere evakueret. Fra 23. oktober optrappes evakueringerne.
Antallet af thailandske arbejdere ansat nær Gaza-striben er femdoblet fra omkring 1.000 i 2017-2018 til 5.000 i 2023. Nogle af de thailandske arbejdere appellerede om hjælp, da de ikke var i stand til at komme ud af den farlige røde zone og rejse til det udpegede krisecenter. Andre sagde, at deres arbejdsgivere ikke ville lade dem tage afsted og tvang dem til, at fortsætte med at arbejde ved at tilbageholde deres løn. De opfordrede de thailandske myndigheder til, at forhandle med deres arbejdsgivere, så de kunne rejse hjem. Premierminister, Srettha Thavisin, opfordrede israelske arbejdsgivere til, at stoppe med at udnytte deres thailandske arbejdere i denne farefulde periode. Han hævder, at lønudbetalinger bevidst bliver udskudt til den 10. november, som et middel til at fastholde arbejderne i Israel.
De fleste thailandske arbejdere, der vendte tilbage fra Israel, var glade for at være hjemme igen. Men nogle var bekymrede for, hvordan de kunne tilbagebetale de lån, de havde optaget fra banker eller private långivere, for at dække deres udgifter, for at komme til Israel. Lånene var mellem 100.000 og 400.000 baht (cirka 20.000 til 80.000 kroner), inklusive udgift til flyrejse, mæglergebyr til vikarbureau, lægetjek og personlige udgifter. Lønningerne i Israel var dog attraktive nok, til at optage disse lån. Thailændere tjener svarende til omkring 10.000 kroner (cirka 50.000 baht) om måneden plus overarbejde. Disse lønninger sendes ofte hjem i sin helhed for at betale af på lån til dækning af rejse- og relaterede udgifter.
Den 4. november lukkede Den kongelige thailandske ambassade i Tel Aviv sit krisecenter, efter at 7.831 thailændere var blevet evakueret via 35 flyvninger arrangeret af regeringen og deltagende flyselskaber. Det sidste evakueringsfly forlod Tel Aviv den 3. november. Antallet med behov for at bruge krisecentret var faldet betydeligt, men regeringen fortsætter med repatriering af thailændere i Israel. Thailandske arbejdere, der selv rejser hjem på grund af krigen, kan bringe rejsebeviser til det provinsielle arbejdskontor i deres hjemby, for at modtage en refusion. Flere end 20.000 af de oprindelige 30.000 thailandske arbejdere i Israel, havde valgt at blive, på trods af den eskalerende konflikt.

## Erstatning til efterladte
Den israelske regering tilbyder erstatning til efterladte fra thailændere, der er blevet dræbt i Israel. Den inkluderer en permanent betaling på 35.000 baht (knap 7.000 kroner) om måneden til hver arbejdstagers hustru, indtil hun gifter sig igen og registrerer ægteskabet officielt. Derudover vil Israel betale børnebidrag på 10.000-11.000 baht (omkring 2.000 kroner) om måneden for børn under 18 år.
Tilskadekomne, med skader på mindre end 10 procent invaliditet, ydes gratis medicinsk behandling, mens en engangsbetaling på 1,44 millioner baht (cirka 280.000 kroner) udbetales ved 10 procent til 19 procent invaliditet. Alvorligt sårede med et handicap, forsynes med en israelsk regeringsfinansieret plejepakke, resten af deres liv.
Det thailandske arbejdsministerie samarbejder med den israelske regering om at implementere erstatningerne. Desuden ydes thailandsk sikkerhedsfondshjælp til de berørte, herunder en betaling på 15.000 baht (knap 3.000 kroner) til sårede, samt 40.000 baht (cirka 7.850 kroner) for afdøde og yderligere 40.000 baht til begravelsesudgifter.

## Thailandske gidsler

### Iran og Hamas
Seyed Reza Nobakhti, den iranske ambassadør i Thailand, bekræftede den 21. oktober, at de 19 thailandske gidsler, der i øjeblikket holdes i palæstinensiske områder, forbliver sikre. Han nævnte, at gidslerne sammen med andre først vil blive løsladt, når det israelske militær standser sit angreb på Gaza-striben.
Nobakhti informerede desuden om, at den iranske præsident, Ebrahim Raisi, havde mødtes med Hamas-lederen Ismail Haniyeh i Qatar den foregående uge, hvor Raisi havde anmodet om løsladelse af de thailandske og filippinske gidsler. Han bemærkede endvidere, at Iran er i forhandlinger med palæstinensiske embedsmænd i Beirut for at fremskynde løsladelsen. Frigivelsen af gidslerne er dog blevet forhindret af det fortsatte israelske bombardement af Gaza, hvilket gør det usikkert for gidslerne at forlade regionen. På trods af samtykke til løsladelsen er Hamas ikke i stand til sikkert, at transportere gidslerne ud af Gaza. Nobakhti fremhævede gidslernes prekære situation og udtalte, at de i øjeblikket befinder sig i sikre huse i Gaza. De israelske luftangreb har dog ført til omkring ni udenlandske gidslers død.
Nobakhti overbragte yderligere den iranske regerings kondolencer for Thailands tab i den igangværende konflikt, som har ført til 30 thailænderes død siden fjendtlighedernes begyndelse.

### Thailands forhandlinger om frigivelse
Thailands udenrigsministerium kritiserede den 29. oktober FN's generalforsamling for den 26. oktober, at have fremvist en video af thailændere, der blev "umenneskeligt dræbt, såret og bortført" af Hamas-krigere. Det thailandske ministerium henviste til et klip, som Israels permanente FN-ambassadør, Gilad Erdan, havde vist, da han talte til FN's Generalforsamlings særlige session om den Hamas-israelske vold. Udenrigsministeriet gav udtryk for uenighed med distributionen af billeder af de myrdede thailandske ofre, da det anses for, at være respektløst over for ofrene og deres familier. Ministeriet krævede tillige øjeblikkelig løsladelse af gidsler af alle nationaliteter.
Udenrigsminister, Parnpree Bahiddha-Nukara, mødtes den 2. november separat med Qatars premierminister og udenrigsminister Mohammed bin Abdulrahman bin Jassim Al Thani og Irans udenrigsminister Hossein Amir-Abdullahian i Doha, under sin rejse til Qatar og Egypten, for at søge hjælp fra de to regeringer til, at forhandle om løsladelse af thailandske statsborgere, som er tilbageholdt af Hamas. Qatars premierminister lovede fuldt samarbejde og bemærkede, at thailandske folk ikke deltager i konflikten mellem Israel og Palæstina. Han indrømmede dog, at de igangværende kampe i Gaza fortsat er en hindring for frigivelsen af gidsler. I mellemtiden hævdede Thailands shiamuslimske leder, Syedsulaiman Husaini, at Hamas har indvilliget i, at frigive alle de thailandske gidsler, men ikke nu, fordi de er tilbageholdt i Gaza, og det stadig er usikkert på grund af israelsk bombning.
Den 3. november meddelte Malaysias premierminister, Anwar Ibrahim, at 20 ud af 23 thailandske gidsler var i sikkerhed hos Hamas i Gaza, mens der var en eftersøgning er i gang efter to til tre yderligere fanger. 12 gidsler i en gruppe og otte andre i en anden gruppe var blevet samlet et sted.
Et hold af thailandske forhandlere vendte tilbage fra Iran den 16. november og sagde, at Hamas-forhandlere ville frigive de thailandske gidsler, når opfordringen til en 72-timers våbenhvile blev accepteret. De thailandske forhandlere blev forsikret om, at de 25 thailandske gidsler stadig var i sikkerhed, selvom Israel fortsatte med at bombardere Gaza-striben med raketter.
I forbindelse med den indgåede midlertidige fire dages våbenhvile mellem Hamas og Israel med start den 24. november, hvor 50 israelske gidsler, børn og kvinder, skulle løslades af Hamas mod 150 palæstinensere, mindreårige og kvinder, løslades fra israelske fængsler, er der ifølge den britiske avis The Guardian indgået en separate aftale mellem Hamas og den thailandske regering, med Iran som mægler, om, at 23 thailanfdske gidsler også frigives.

### Frigivelse af gidsler
Løsladelse af thailandske gidsler i Gaza – der er en selvstændig aftale udenfor våbenhvileaftalen mellem Hamas og Israel – repræsenterer en betydelig diplomatisk bedrift for Thailand, især for den nydannede regering under premierminister Srettha Thavisin og udenrigsminister Parnpree Bahiddha-Nukara.

#### 24. november
Den 24. november om eftermiddagen meddelte Thailands premierminister Srettha Thavisin på X, at 12 thailandske gidsler var blevet løsladt af Hamas. De var ikke en del af aftalen mellem Hamas og Israel om løsladelse af 13 gidsler. Srettha oplyste tillige, at personale fra den thailandske ambassade "er på vej for at hente dem". Der opstod en del tvivl om antallet af frigivne gidsler. Det samlede antal var 24, heraf 13 israelere, 10 thailændere og 1 filippiner.
Udenrigsminister Parnpree Bahiddha-Nukara sagde den 25. november, at de ni løsladte mænd og en kvinde var i godt humør, ikke så ud til at være traumatiserede og var i god stand, med undtagelse af en mand, der led af en perforeret trommehinde. Ministeren tilføjede, at de tidligere gidslers hovedanmodninger på nuværende tidspunkt var at få lov til at gå i bad og tale med deres familier. Ministeriet tilføjede, at 20 thailændere stadig blev holdt som gidsler, en stigning fra det oprindelige skøn på 26 personer, da fire af de, der blev løsladt i fredags, ikke var medtaget på listen over gidsler. Løsladelsen af de thailandske gidsler var resultatet af en koordineret indsats, der involverede flere lande, herunder Qatar, Iran, Egypten og andre arabiske nationer.

#### 25. november
Den 25. november blev yderligere fire thailændere frigivet, foruden 13 israelske gidsler. I alt er 14 thailændere frigivet.

#### 26. november
Den 26. november blev yderligere tre thailandske gidsler frigivet af Hamas, forude de aftalte 13 israelere og en russer. I alt er 17 thailændere frigivet.
Den thailandske regering anslår, at der er yderligere 15 thailandske gidsler (altså 32 i alt).

#### 28. november
Der blev ingen thailandske gidsler frigivet den 27. november, men under den forlængede våbenhvile blev yderlige to thailandske gidsler sat fri den 28. november. I alt er 19 thailændere frigivet.

#### 29. november
Den 29. november blev fire thailandske statsborgere frigivet sent om aftenen sammen med to russere, foruden de i våbenhvilen aftalte 10 israelere. »Så længe, der er forhandlinger om gidsler, er der våbenhvile,« skrev Israels militær (IDF) på X. Umiddelbart før deadline klokken seks om morgenen den 30. november, blev våbenhvilen forlænget med endnu et døgn. I alt er 23 thailændere frigivet.

#### 30. november og frem
Antallet at thailandske gidsler blev opgjort til i alt 32, hvoraf 17 af de 23 frigivne gidsler ankom til Bangkok om eftermiddagen den 30. november. Der blev ikke frigivet yderlige thailandske gidsler den dag, kun otte israelere. Våbenhvilen sluttede – eller blev brudt af Hamas umiddelbart før sluttidspunktet – klokken syv morgen, den 1. december. I alt 110 gidsler blev løsladt under de syv dages våbenhvile, heraf 86 israelere, mens resten var statsborgere fra andre lande. Ifølge den israelske regering tilbageholder Hamas stadig 137 gidsler. Gidslerne er primært israelske mænd, men der er også kvinder og børn iblandt. Udover israelere er der statsborgere fra Thailand og fire andre lande.
Den 5. december sagde premierminister Srettha Thavisin, at »den næste løsladelse af thailandske statsborgere fra Hamas' varetægt, kan blive nødt til at vente på den næste våbenhvile i Gaza.« Thailand mener, at otte eller ni thailændere stadig holdes som gidsler af Hamas. Den 6. december blev antallet bekræftet til at være otte, efter den thailandske ambassade i Tel Aviv havde fået kontakt med en statsborger, man formodede var gidsel.

#### 2024
Den 25. april 2024 var Thailand sammen med 17 andre lande, heriblandt Danmark, medunderskriver af fælles erklæring, hvori de kræver, at Hamas frigiver alle tilbageværende gidsler i Gaza, som man bortførte under terrorangrebet mod Israel. Igen i begyndelsen af juni medunderskrives sammen med USA, i forbindelse med våbenhvileforslaget, og 14 andre lande en erklæring om løsladelse af alle gidsler.

#### Bekræftede dødsfald blandt gidsler
Den 17. maj 2024 bekræftede udenrigsministeriet, at to thailandske gidsler, Sonthaya Oakkharasr og Sudthisak Rinthalak, var afgået ved døden mens de blev holdt som fanger i Gaza. De to mænd var ansat som landbrugsmedhjælpere i Kibbutz Be'eri, kun fire kilometer fra Gaza-grænsen. Fortsat holdes seks thailændere som gidsler.

#### 2025
I januar 2025 formodes seks af de otte tilbageværende gidslerne stadig at være i live, mens to er bekræftet døde. Den 30. januar blev fem thailandske gidsler frigivet sammen med to israelere i forbindelse med en våbenhvile, indgået mellem Hamas og Israel.
Qatars udenrigsministerium, der fungerede som mægler i den igangværende konflikt mellem Hamas og Israel, bekræftede den 7. februar og igen i begyndelsen af marts sit fortsatte engagement i at sikre frigivelsen af det sidste thailandske gidsel. Hamas har pr. 5. marts stadig tilbageholdt 59 gidsler.
Den 7. juni fandt israelske tropper liget af Pinta Nattapong, en thailandsk statsborger, der blev bortført af Hamas-ledede terrorister fra Kibbutz Nir Oz den 7. oktober 2023. Ifølge erklæringen blev Nattapong myrdet i fangenskab af Mujahideen-brigaderne, en relativt lille terrorgruppe i Gazastriben. Liget af Nattapong bringes til familien i Thailand.

## Israelere i Thailand
Thailand er et populært rejsemål for israelere, fra januar til september 2023 med 159.000 besøgende. De thailandske immigrationsmyndigheder lader alle israelske turister forlænge deres ophold med 30 dage, hvis konflikten nødvendiggør et længerevarende ophold. I betragtning af kaosset i Israel vil nogle måske helst undgå at rejse hjem, ligesom russere da Rusland lancerede sin invasion af Ukraine i februar 2022. En del israelske statsborgere valgte imidlertid, at afbryde deres rejse i Sydøstasien og besluttede i stedet, at hjælpe med deres lands krigsindsats.